# Hamilton, Victoria
Hamilton là một thành phố trong bang Victoria, Úc. Thành phố có dân số 9.974 người (năm 2016).

## Khí hậu
Giống như hầu hết vùng tây nam Victoria, Hamilton có khí hậu đại dương mát mẻ (phân loại khí hậu Köppen Cfb).
| Dữ liệu khí hậu của Hamilton            | Dữ liệu khí hậu của Hamilton | Dữ liệu khí hậu của Hamilton | Dữ liệu khí hậu của Hamilton | Dữ liệu khí hậu của Hamilton | Dữ liệu khí hậu của Hamilton | Dữ liệu khí hậu của Hamilton | Dữ liệu khí hậu của Hamilton | Dữ liệu khí hậu của Hamilton | Dữ liệu khí hậu của Hamilton | Dữ liệu khí hậu của Hamilton | Dữ liệu khí hậu của Hamilton | Dữ liệu khí hậu của Hamilton | Dữ liệu khí hậu của Hamilton |
| Tháng                                   | 1                            | 2                            | 3                            | 4                            | 5                            | 6                            | 7                            | 8                            | 9                            | 10                           | 11                           | 12                           | Năm                          |
| --------------------------------------- | ---------------------------- | ---------------------------- | ---------------------------- | ---------------------------- | ---------------------------- | ---------------------------- | ---------------------------- | ---------------------------- | ---------------------------- | ---------------------------- | ---------------------------- | ---------------------------- | ---------------------------- |
| Cao kỉ lục °C (°F)                      | 44.0 (111.2)                 | 44.5 (112.1)                 | 39.6 (103.3)                 | 33.7 (92.7)                  | 27.0 (80.6)                  | 22.0 (71.6)                  | 18.7 (65.7)                  | 22.6 (72.7)                  | 28.0 (82.4)                  | 34.0 (93.2)                  | 38.1 (100.6)                 | 43.3 (109.9)                 | 44.5 (112.1)                 |
| Trung bình ngày tối đa °C (°F)          | 26.7 (80.1)                  | 26.8 (80.2)                  | 24.2 (75.6)                  | 19.9 (67.8)                  | 15.7 (60.3)                  | 12.9 (55.2)                  | 12.1 (53.8)                  | 13.3 (55.9)                  | 15.2 (59.4)                  | 18.0 (64.4)                  | 21.1 (70.0)                  | 24.2 (75.6)                  | 19.2 (66.6)                  |
| Tối thiểu trung bình ngày °C (°F)       | 11.2 (52.2)                  | 11.4 (52.5)                  | 10.4 (50.7)                  | 8.4 (47.1)                   | 6.7 (44.1)                   | 5.0 (41.0)                   | 4.4 (39.9)                   | 4.8 (40.6)                   | 5.8 (42.4)                   | 6.6 (43.9)                   | 8.2 (46.8)                   | 9.6 (49.3)                   | 7.7 (45.9)                   |
| Thấp kỉ lục °C (°F)                     | 1.5 (34.7)                   | 2.1 (35.8)                   | 1.5 (34.7)                   | −0.5 (31.1)                  | −1.5 (29.3)                  | −3.8 (25.2)                  | −2.8 (27.0)                  | −3.6 (25.5)                  | −3.5 (25.7)                  | −0.7 (30.7)                  | −0.1 (31.8)                  | 0.0 (32.0)                   | −3.8 (25.2)                  |
| Lượng Giáng thủy trung bình mm (inches) | 32.9 (1.30)                  | 23.3 (0.92)                  | 34.2 (1.35)                  | 39.8 (1.57)                  | 53.8 (2.12)                  | 65.8 (2.59)                  | 71.1 (2.80)                  | 77.9 (3.07)                  | 67.1 (2.64)                  | 54.3 (2.14)                  | 47.5 (1.87)                  | 44.2 (1.74)                  | 617.3 (24.30)                |
| Số ngày giáng thủy trung bình           | 4.7                          | 3.7                          | 5.1                          | 6.7                          | 9.9                          | 11.6                         | 13.7                         | 14.4                         | 11.7                         | 9.7                          | 7.5                          | 6.7                          | 105.4                        |
| Nguồn:                                  |                              |                              |                              |                              |                              |                              |                              |                              |                              |                              |                              |                              |                              |